# Dannhauser Local Municipality
Dannhauser (englisch Dannhauser Local Municipality) ist eine Lokalgemeinde im Distrikt Amajuba der südafrikanischen Provinz KwaZulu-Natal. Der Verwaltungssitz der Gemeinde befindet sich in der gleichnamigen Stadt Dannhauser. Der ANC stellt die Mehrheit im Gemeinderat. Bürgermeisterin ist J. P. Phakathi.
Die Gemeinde ist nach dem deutschen Siedler Renier Dannhauser benannt, der 1872 vier Farmen (Rocky, Spruit, Palmietfontein, Cornwall und Klipkuil) von der Regierung kaufte. Auf dem Areal der Farm Palmietfontein wurde er begraben. Seitdem wurden das Gebiet Dannhauser genannt.

## Geografie
Die Gemeinde Dannhauser liegt im Nordwesten KwaZulu-Natals. Sie ist die südlichste der drei Gemeinden im Distrikt. Im Norden grenzt sie an die Gemeinden Newcastle und eMadlangeni. Südlich liegen Endumeni im Distrikt Umzinyathi und Alfred Duma in Uthukela. Einen kurzen gemeinsamen Grenzverlauf hat Dannhauser im Osten mit der Provinz Freistaat.
Der Großteil des Ntshingwayo Dam (auch: Chelmsford Dam) liegt in der Gemeinde. Ein Teil der nördlichen und die östliche Gemeindegrenze werden durch den Buffalo River festgelegt. Auf dem Gemeindegebiet verlaufen viele Flüsse. Die wichtigsten sind der Ngagane und der uMzinyathi. Die N11 führt durch die Gemeinde. Die R68 und die R621 münden auf dem Gemeindegebiet in die Nationalstraße. Dannhauser hat auch Anschluss an die Eisenbahnstrecke von Durban nach Johannesburg.

## Städte und Orte
| - Dannhauser - Hattingspruit - Inverness - Kilegethe - Klipbank - Milford - Normandien - Nyanyadu | - Rutland - Tendeka - Witteklip |

## Wirtschaft
Dannhauser ist eine ländlich geprägte Gemeinde. Nur 10 Prozent der Haushalte liegen in Stadtgebieten. Daher sind auch Arbeitslosigkeit und Armut große Probleme. Zwei Drittel der Bevölkerung sind von Sozialleistungen abhängig.
Die wichtigsten Wirtschaftssektoren in der Gemeinde Dannhauser sind Landwirtschaft und Bergbau, allerdings verliert letzterer nach der Schließung von Minen immer mehr an Bedeutung. In der Landwirtschaft wird vor allem Viehzucht und Ackerbau betrieben.

## Bevölkerung
Im Jahr 2011 hatte die Gemeinde 102.161 Einwohner. Davon waren 97,5 % schwarz, 1,4 % Inder bzw. Asiaten und 0,8 % weiß. Erstsprache war zu 93,5 % isiZulu, zu 2,1 % Englisch und zu 0,8 % isiNdebele.

## Sehenswürdigkeiten
- Ntshingwayo Dam, einer der größten Stauseen in KwaZulu-Natal mit Möglichkeiten zum Wassersport und anderen Freizeitaktivitäten.[7]
- Chelmsford Nature Reserve, ein 1000 Hektar großes Naturschutzgebiet am Ngagane River. Der Park umgibt den Ntshingwayo Dam.